# Ornebius
Ornebius är ett släkte av insekter. Ornebius ingår i familjen Mogoplistidae.

## Dottertaxa tillOrnebius, i alfabetisk ordning[1]
- Ornebius abdominalis
- Ornebius abminga
- Ornebius acutus
- Ornebius alatus
- Ornebius albipalpus
- Ornebius alii
- Ornebius allambi
- Ornebius angustifrons
- Ornebius angustus
- Ornebius annulatus
- Ornebius antakira
- Ornebius aperta
- Ornebius attunga
- Ornebius aureus
- Ornebius baloois
- Ornebius balumba
- Ornebius bambara
- Ornebius barbicornis
- Ornebius bimaculatus
- Ornebius bogor
- Ornebius brasilianus
- Ornebius brevipalpis
- Ornebius brevipalpus
- Ornebius brevipennis
- Ornebius cibodas
- Ornebius citrus
- Ornebius consternatus
- Ornebius coomialla
- Ornebius coorumbena
- Ornebius cucullatus
- Ornebius curtipalpis
- Ornebius cydistos
- Ornebius dandiri
- Ornebius dilatatus
- Ornebius dirkanala
- Ornebius dumoga
- Ornebius elegantulus
- Ornebius elvalina
- Ornebius erraticus
- Ornebius euryxiphus
- Ornebius fasciatus
- Ornebius fastus
- Ornebius flavipalpis
- Ornebius flori
- Ornebius formosanus
- Ornebius fuscicercis
- Ornebius fuscipennis
- Ornebius guérini
- Ornebius guerinianus
- Ornebius gumbalera
- Ornebius howensis
- Ornebius illaroo
- Ornebius imitatus
- Ornebius immarna
- Ornebius infuscatus
- Ornebius jatalinga
- Ornebius jirira
- Ornebius kalara
- Ornebius kanetataki
- Ornebius kanya
- Ornebius kapunda
- Ornebius karkalo
- Ornebius karnyi
- Ornebius komodensis
- Ornebius leai
- Ornebius lepismoides
- Ornebius lilka
- Ornebius longicaudus
- Ornebius longipennis
- Ornebius luteicornis
- Ornebius marginatus
- Ornebius medius
- Ornebius mexicanus
- Ornebius minusculus
- Ornebius nigrifrons
- Ornebius nigripalpis
- Ornebius nigripennis
- Ornebius nigripes
- Ornebius nigrirostris
- Ornebius nigromaculatus
- Ornebius noumeensis
- Ornebius novarae
- Ornebius obscuripennis
- Ornebius occultus
- Ornebius oradala
- Ornebius pendleburyi
- Ornebius peniculatus
- Ornebius peruviensis
- Ornebius pullus
- Ornebius robustus
- Ornebius rotundatus
- Ornebius rubidus
- Ornebius rufonigrus
- Ornebius samudra
- Ornebius scotops
- Ornebius serratus
- Ornebius stenus
- Ornebius syrticus
- Ornebius testaceus
- Ornebius tuberculatus
- Ornebius unmadacitra
- Ornebius vadus
- Ornebius validus
- Ornebius wandella
- Ornebius varipennis
- Ornebius woomba
- Ornebius xanthopterus
- Ornebius yarandilla